# Berliner Ärzte-Orchester

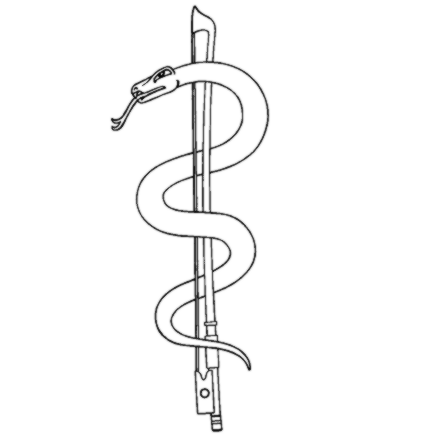
Logo des Berliner Ärzte-Orchesters

Das Berliner Ärzte-Orchester ist ein 1911 gegründetes Liebhaberorchester, das sich zum Ziel gesetzt hat, seinen Zuhörern neben sinfonischen Werken der Romantik auch wenig bekannte Musik näherzubringen.
Das Ärzte-Orchester ist heute ein eingetragener Verein mit etwa 65 Mitgliedern. In dem Ensemble spielen heute nicht nur Mediziner mit, sondern Vertreter aller Berufsgruppen. Schirmherr des Orchesters ist Roland Hetzer.

## Geschichte
1911 gründete der Berliner Augenarzt Bernhard Pollack ein Amateurorchester, das hauptsächlich aus Medizinern bestehen sollte. Einer der Mitbegründer war Julius Levin. Es ist damit das wohl älteste noch bestehende Medizinerorchester in Deutschland. Nach dem Ersten Weltkrieg und den politischen Wirren der Nachkriegszeit erreichte das Orchester seit 1928 eine erste Blütezeit.
Durch die Emigration vieler Mitglieder erlebte das Orchester während der Zeit des Nationalsozialismus einen Rückschlag. Es trat zusammen mit dem kurz vor dem Zweiten Weltkrieg von Julius Kopsch gegründeten „Berliner Rechtswahrer-Orchester“ auf, mit dem es später zum „Berliner Ärzte- und Rechtswahrer-Orchester“ bzw. „Berliner Ärzte- und Juristen-Orchester“ fusionierte. 1964 entstand durch die Fusion mit der „Berliner Orchester-Gemeinschaft“ aus Berlin-Reinickendorf das Berliner Ärzte-Orchester in der heutigen Form.
Dirigent des Berliner Ärzte-Orchesters war von 1986 bis 2021 Kevin McCutcheon (1955–2021), unter dessen Leitung meistens symphonische Werke der Romantik, aber auch wenig bekannte Stücke zeitgenössischer Komponisten, aufgeführt wurden. Durch seine Tätigkeit an der Deutschen Oper Berlin gelang es ihm, dortige Solisten auch für die Konzerte des Berliner Ärzte-Orchesters zu gewinnen.
Am 31. Januar 2021 starb Kevin McCutcheon, mitten in der Zwangspause wegen der COVID-19-Pandemie, die von Frühjahr 2020 bis Sommer 2021 dauerte und während der weder Konzerte noch Proben stattfinden konnten. Nach vorbereitenden Proben unter Leitung von Douglas V. Brown fand im Herbst 2021 ein mehrwöchiges Auswahlverfahren mit Probedirigaten von 7 Kandidaten und 2 Kandidatinnen statt, aus dem Chrysanthie Emmanouilidou als neue künstlerische Leiterin des Orchesters hervorging.

## Das Orchester heute
Das Orchester tritt zweimal im Jahr, meistens im Mai und im November, im Großen Sendesaal des rbb oder im Konzertsaal der Universität der Künste auf, früher im Kammermusiksaal der Berliner Philharmonie, und gelegentlich auch im großen Saal der Berliner Philharmonie.
Nach der erzwungenen Pause 2020 und 2021 wegen der COVID-19-Pandemie fand das erste Konzert als Gedenkkonzert an den 2021 verstorbenen langjährigen Dirigenten Kevin McCutcheon am 3. April 2022 statt. Die Leitung hatten Douglas V. Brown, der seine eigene Komposition Kevin – In Memoriam vorstellte, sowie Chrysanthie Emmanouilidou mit Antonín Dvořáks 9. Sinfonie „Aus der neuen Welt“.

## Dirigenten
- 1911 bis 1913 – Bernhard Pollack[1][2][6]
- 1925 bis 1964 – Julius Kopsch
- 1964 bis 1985 – Kurt Löblich
- 1983 bis 1985 – (zeitweise) Eberhard Adler
- 1986 bis 2021 – Kevin McCutcheon
- 2021 bis 2022 – (vorübergehend) Douglas V. Brown[9]
- seit 2022         – Chrysanthie Emmanouilidou[7][8]

## Solisten (Auswahl)
- Elisabeth Schwarzkopf, Sopran[6]
- Gioconda de Vito, Violine[10]
- Edgar Manyak, Posaune[9]
- Matthias Wollong, Violine[9]
- Friedrich Thomas, Klavier[9]
- Ralf Willershäuser, Bariton[9]
- Alexander Voigt, Fagott[9]
- Joseph Moog, Klavier[9]
- George Fortune, Bariton[9]
- Petra-Maria Schnitzer, Sopran[9]
- Iskandar Widjaja, Violine[9]
- Rahel Indermaur, Sopran[9]
- Clemens Berg, Klavier[9]
- Elisabeth Glass, Violine[9]
- Wolfgang Manz, Klavier[9]
- Christopher White, Klavier[9]
- Clara Shizuko Heise, Violine[9]
- Christopher White, Klavier[9]
- Michaela Girardi, Violine[9]
- Katja Lorenz, Violoncello[9]
- Flurina Stucki, Sopran[9]

## Diskografie
- Berliner Ärzte-Orchester, Kurt Löblich, 1977: Ludwig van Beethoven: Klavierkonzert Nr. 3 c-moll op. 37, Wolfgang Amadeus Mozart: Ouvertüre zur Oper „Titus“[11]
- Berliner Ärzte-Orchester, Kurt Löblich, 1978: Tänze der Klassik und Romantik[12][13]

## Ehrungen
Am 10. Juli 2022 verlieh Bundespräsident Frank-Walter Steinmeier dem Berliner Ärzte-Orchester in einem Festakt in Neubrandenburg die Pro-Musica-Plakette für besondere Verdienste um die Pflege des instrumentalen Musizierens.